# Qvale Mangusta
Mangusta foi um automóvel esportivo, produzido pela Qvale entre 2000 e 2002. Este foi o único veículo produzido pela Qvale. Foram produzidas apenas 284 unidades (sendo 55 unidades com câmbio automático).
O Mangusta foi baseado no De Tomaso Biguà, e era equipado com um motor Ford V8 4.6 32V DOHC de 324 cv (o mesmo que equipava o Ford Mustang SVT Cobra). Possuía cambio manual de 5 marchas e automático de 4 marchas (opcional), e chegava a 255 km/h de velocidade máxima (cambio manual) e 250 km/h com o (cambio automático).